# Tesoro de Atreo
El tesoro de Atreo, tumba de Atreo o tumba de Agamenón, es un tholos de Grecia, una gran tumba localizada en la colina de Panagitsa, a las afueras de Micenas, y construida durante la Edad de Bronce, alrededor de 1250 a. C.  Es la tumba abovedada más monumental que se conserva en el país. La piedra del dintel sobre la puerta pesa 120 toneladas, con unas dimensiones aproximadas de 8.3 x 5.2 x 1.2 m, la más grande del mundo. La tumba fue utilizada durante un período desconocido. Mencionada por Pausanias, todavía era visible en 1879 cuando el arqueólogo alemán  Heinrich Schliemann descubrió las tumbas de pozo bajo el "ágora" en la Acrópolis en Micenas.
La tumba quizás contenía los restos del soberano que completó la reconstrucción de la fortaleza o de uno de sus sucesores. La tumba es del estilo de los otros tholoi de la Grecia micénica, de los cuales hay nueve en total alrededor de la ciudadela de Micenas y muchos más en la Argólida. Sin embargo, por su forma monumental y grandeza es uno de los monumentos más impresionantes que sobreviven del período micénico.
Esta tumba pertenece al arte creto-micénico. Sigue el modelo difundido por todo el Mediterráneo de tumba precedida por un corredor. En este caso, tiene dos cámaras, destacando la "falsa bóveda" de la mayor de ellas obtenida mediante la superposición de hiladas concéntricas de sillares en voladizo que van reduciendo el espacio, por lo que sus empujes son verticales y no según la directriz del arco, como en una verdadera cúpula.
Parte del dintel de entrada al monumento fue robado por Thomas Bruce Elgin, entonces embajador británico ante el Imperio otomano, y trasladado a Londres junto con esculturas del templo ateniense del Partenón (Mármoles de Elgin) y actualmente forman parte de la colección permanente expuesta en el Museo Británico.

## Estructura
La tumba está excavada en la ladera de una colina. Está formada por una sala semi-subterránea de planta circular, con un falso arco de alzado ojival. Con una altura interior de 13,5 m y un diámetro de 14,5 m, fue la cúpula más alta y ancha del mundo durante más de mil años hasta la construcción del templo de Mercurio en Bayas y el Panteón en Roma. Se tuvo mucho cuidado en el posicionamiento de las enormes piedras, para garantizar la estabilidad de la bóveda a lo largo del tiempo para que soportase la fuerza de compresión de su propio peso. Esto dio una superficie interna perfectamente alisada, sobre la cual se podía disponer una decoración de oro, plata y bronce. La sala se construyó cavando verticalmente en la ladera, como un pozo, y luego amurallando y cubriendo el espacio con piedra desde el nivel del piso de la cámara, y finalmente rellenando la tierra desde arriba. Los niveles de sillería se colocaron en anillos de modo que cada nivel sucesivo se proyectara en voladizo un poco más hacia el interior, hasta que solo quedó una pequeña abertura en la parte superior. Sobre la entrada hay un hueco abierto en forma de triángulo. Este espacio, que se conoce como triángulo de descarga, está destinado a canalizar el peso de la estructura desde el dintel hacia los lados del hueco, evitando que el dintel se rompa debido a la presión.
Se ingresa al tholos desde un dromos de 36 metros de largo y con paredes de piedra seca. Un corto pasaje conduce desde la cámara del tholos a la cámara de enterramiento real, que fue excavada en una forma casi cúbica.
El portal de entrada al túmulo estaba ricamente decorado: medias columnas en piedra caliza verde con motivos en zigzag en el eje, un friso con rosetas sobre el arquitrabe de la puerta, y decoración en espiral en bandas de mármol rojo que cerraban la abertura triangular sobre un arquitrabe. Algunos segmentos de las columnas y de los arquitrabes fueron retirados por Lord Elgin a principios del siglo XIX y ahora están en el Museo Británico.
Los capiteles están influenciados por ejemplos del Antiguo Egipto; uno está en el Museo de Pérgamo, en Berlín como parte de Antikensammlung Berlín. Otros elementos decorativos fueron incrustados con pórfido rojo y alabastro verde, un lujo sorprendente para la Edad del Bronce.

## Galería de imágenes

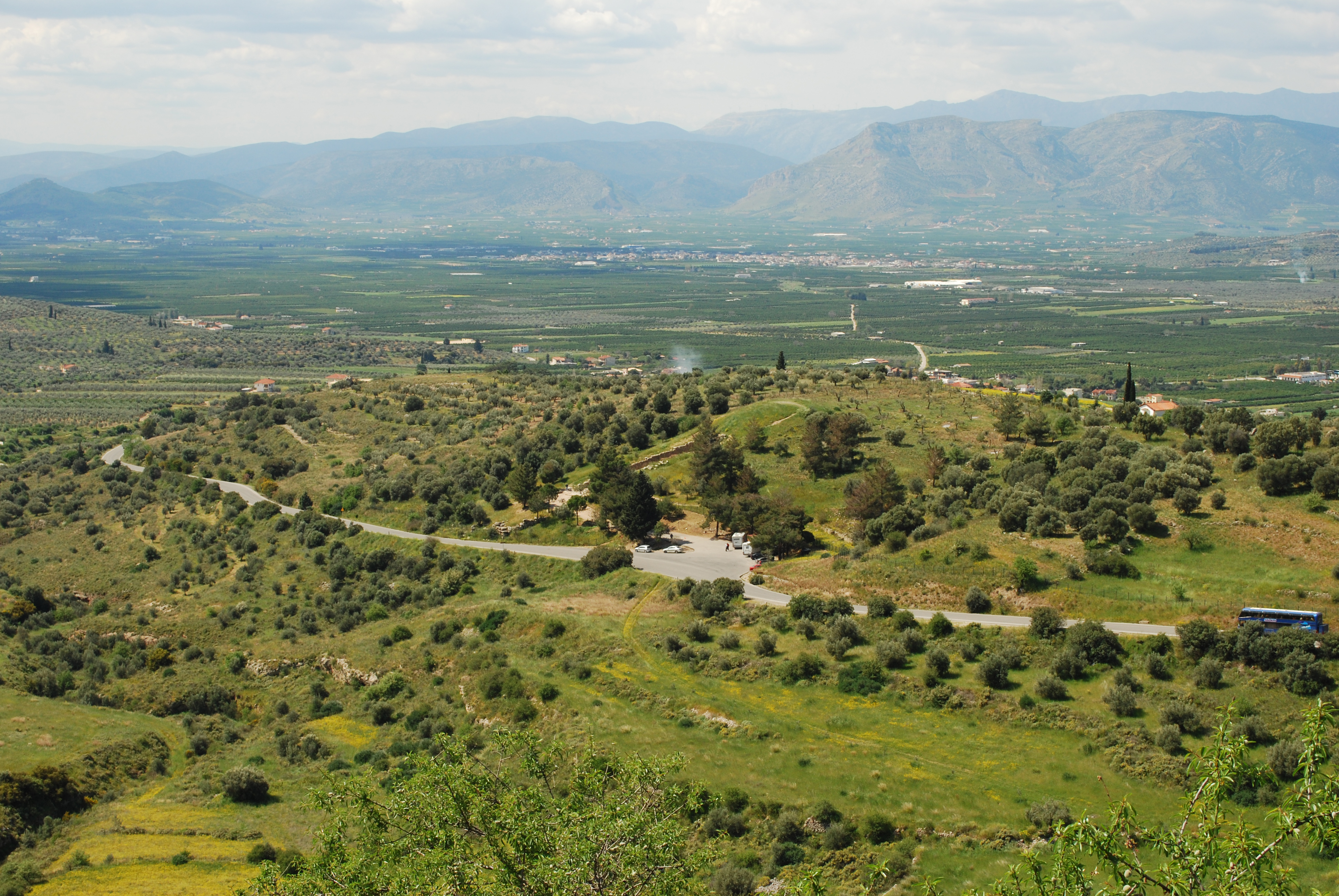
Vista lejana de la colina de Panagitsa, a las afueras de Micenas
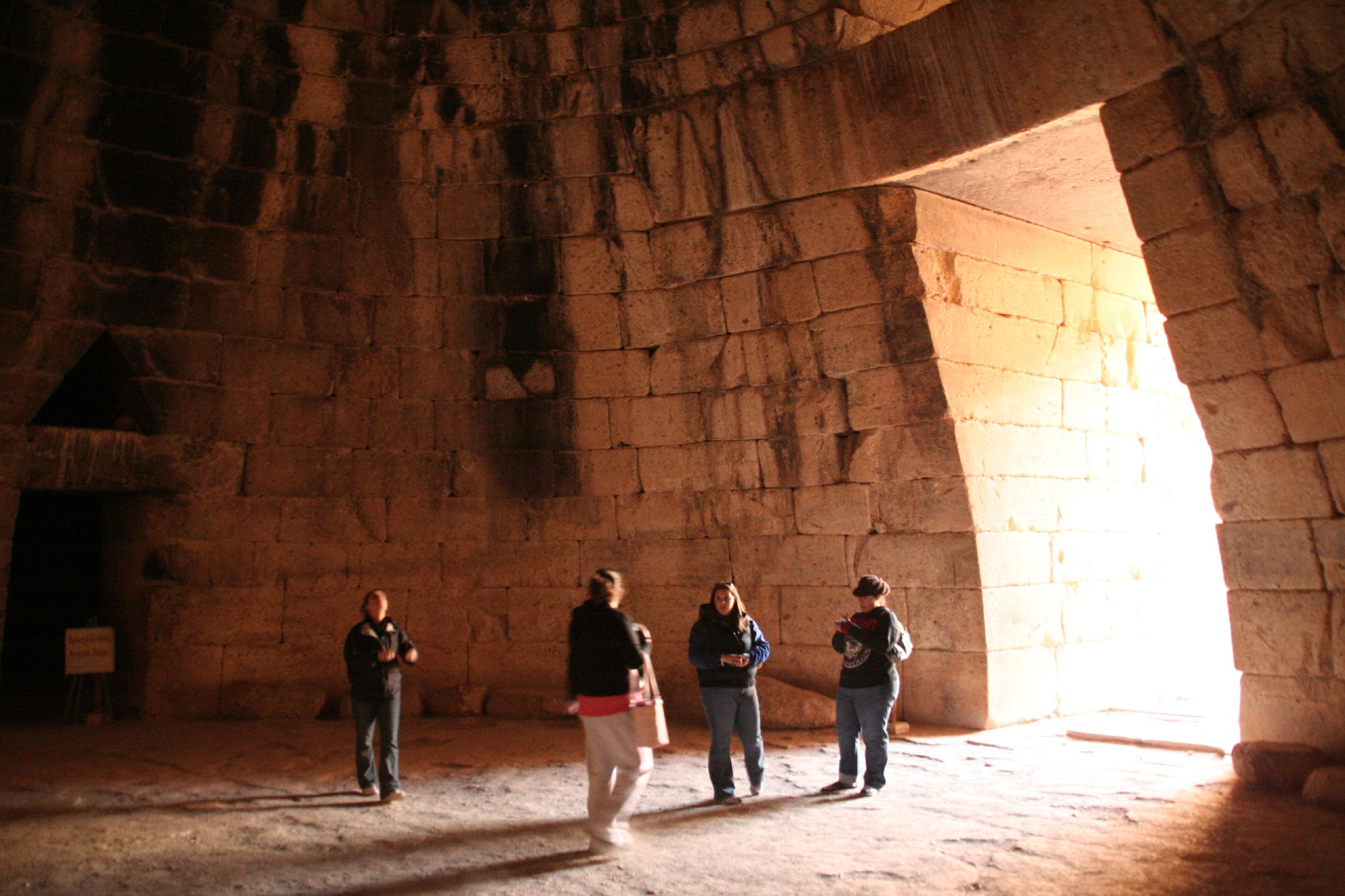
Interior
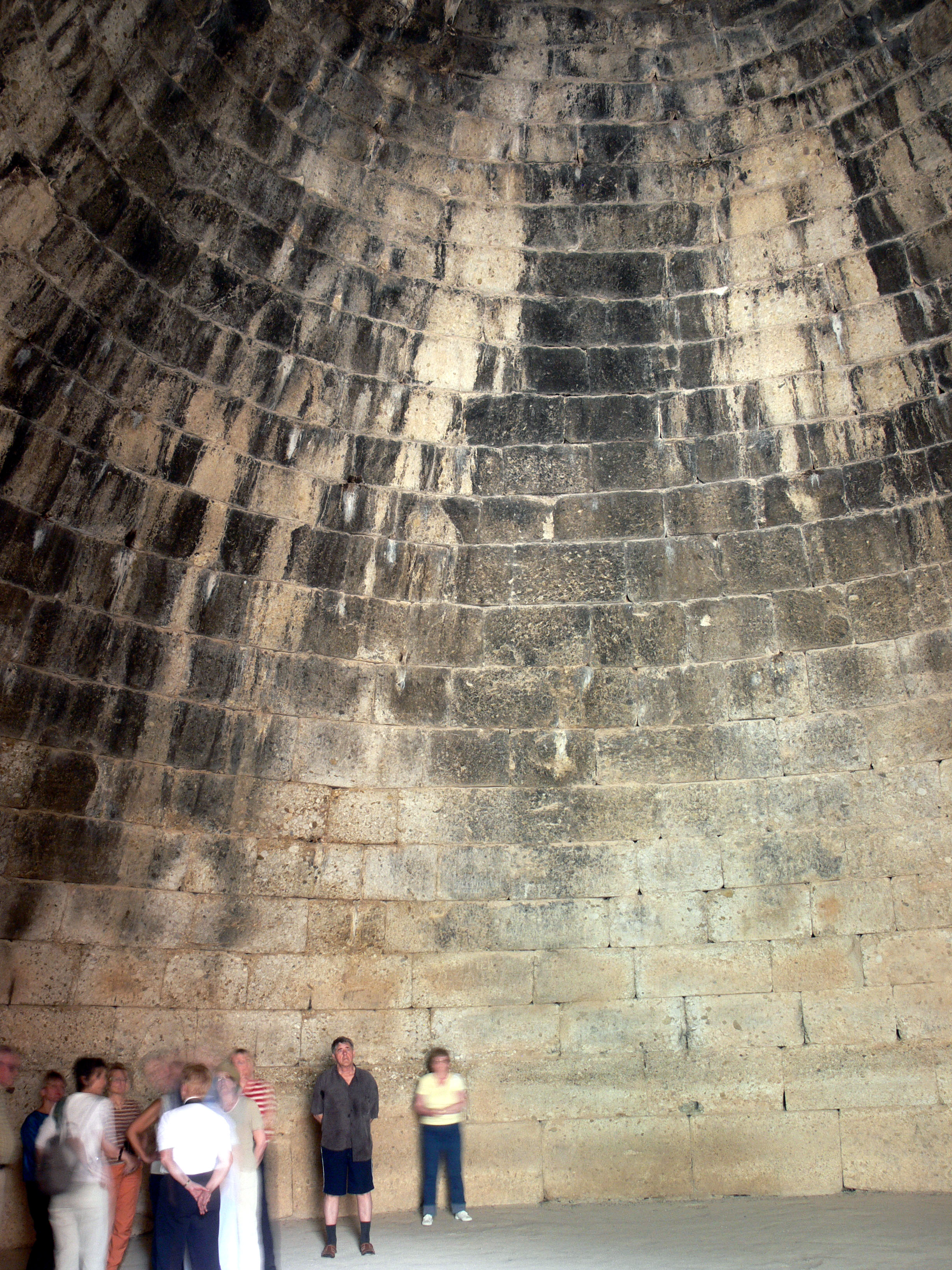
Interior
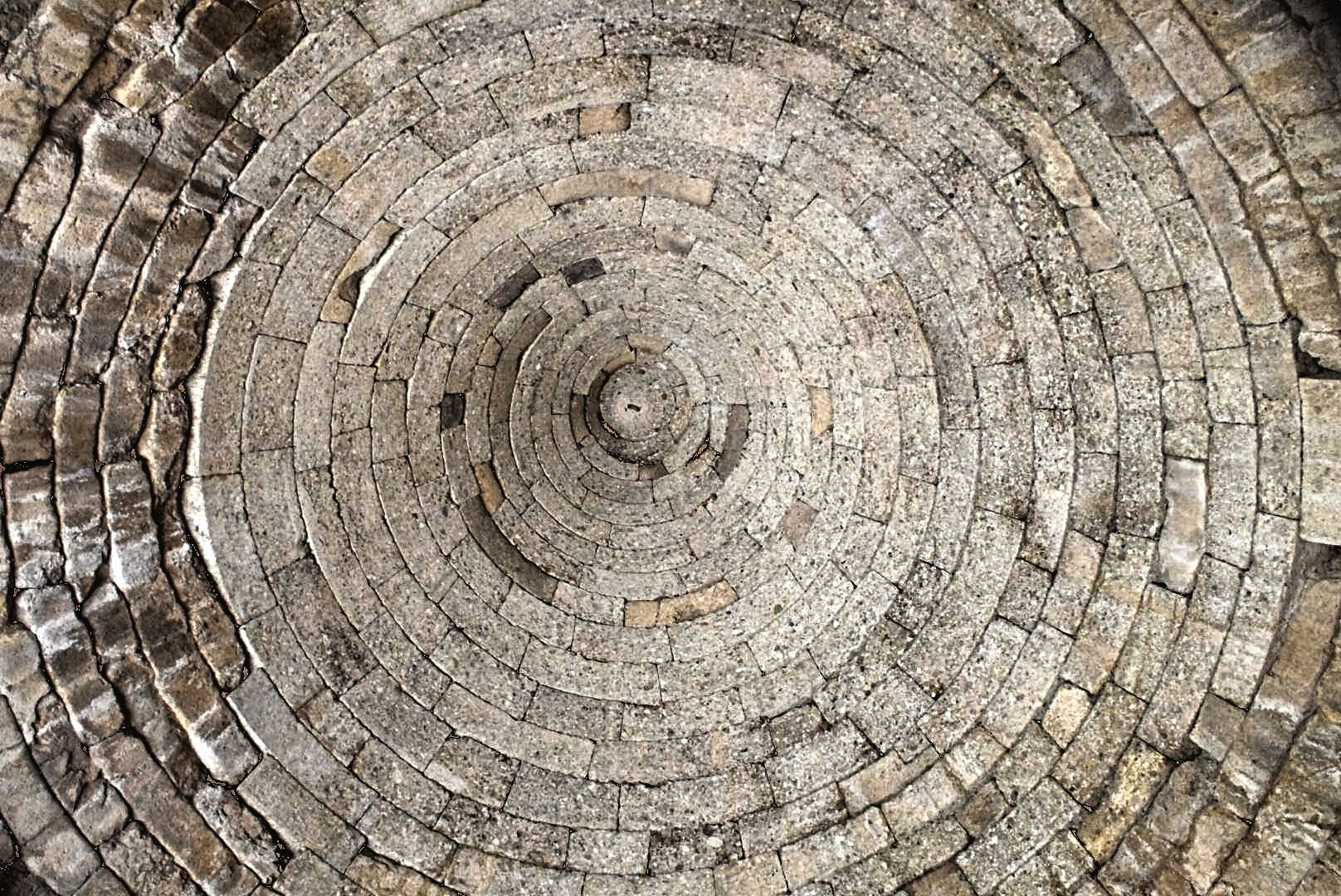
Techo (falsa cúpula) del tesoro
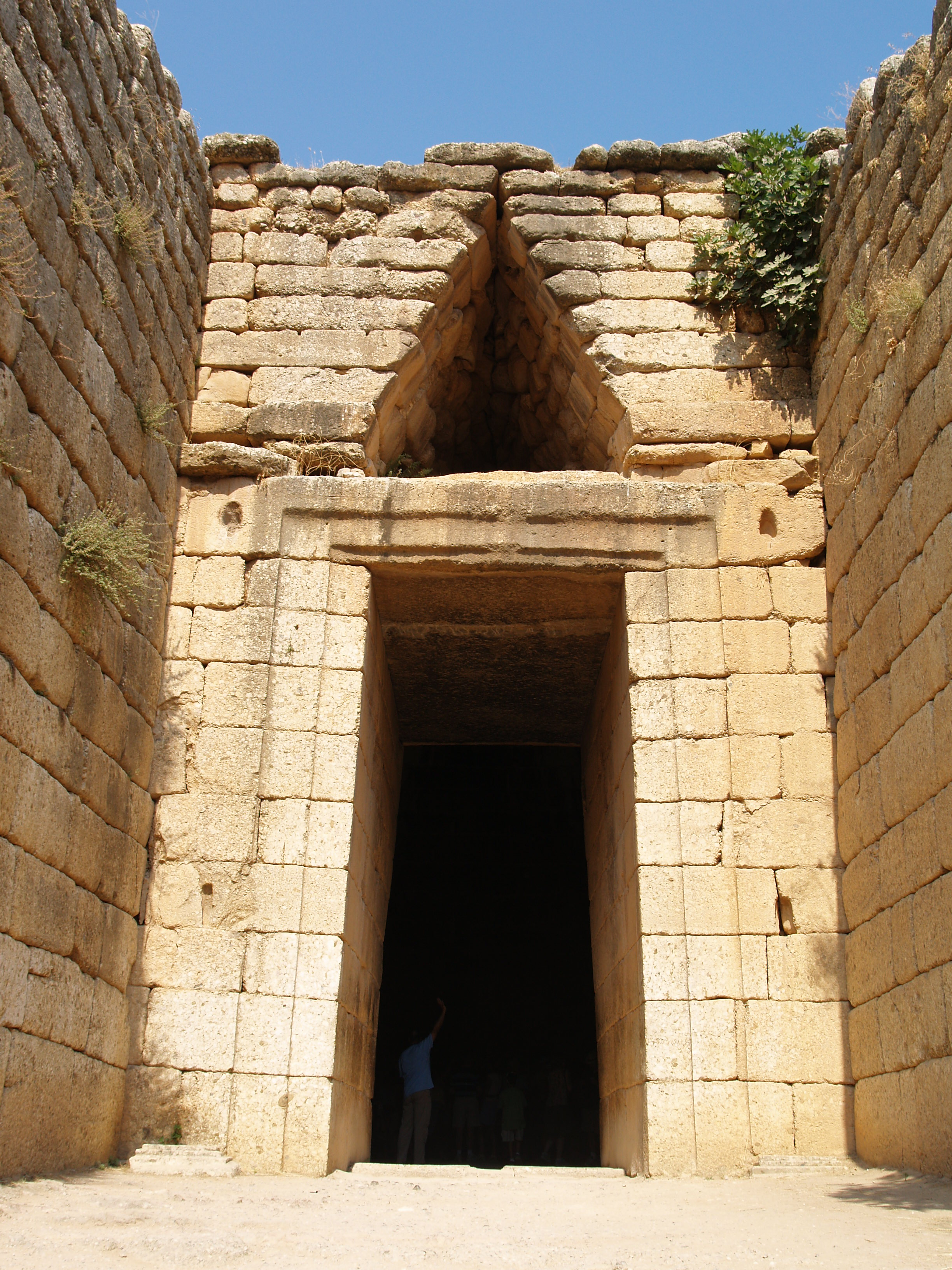
Detalle de la entrada
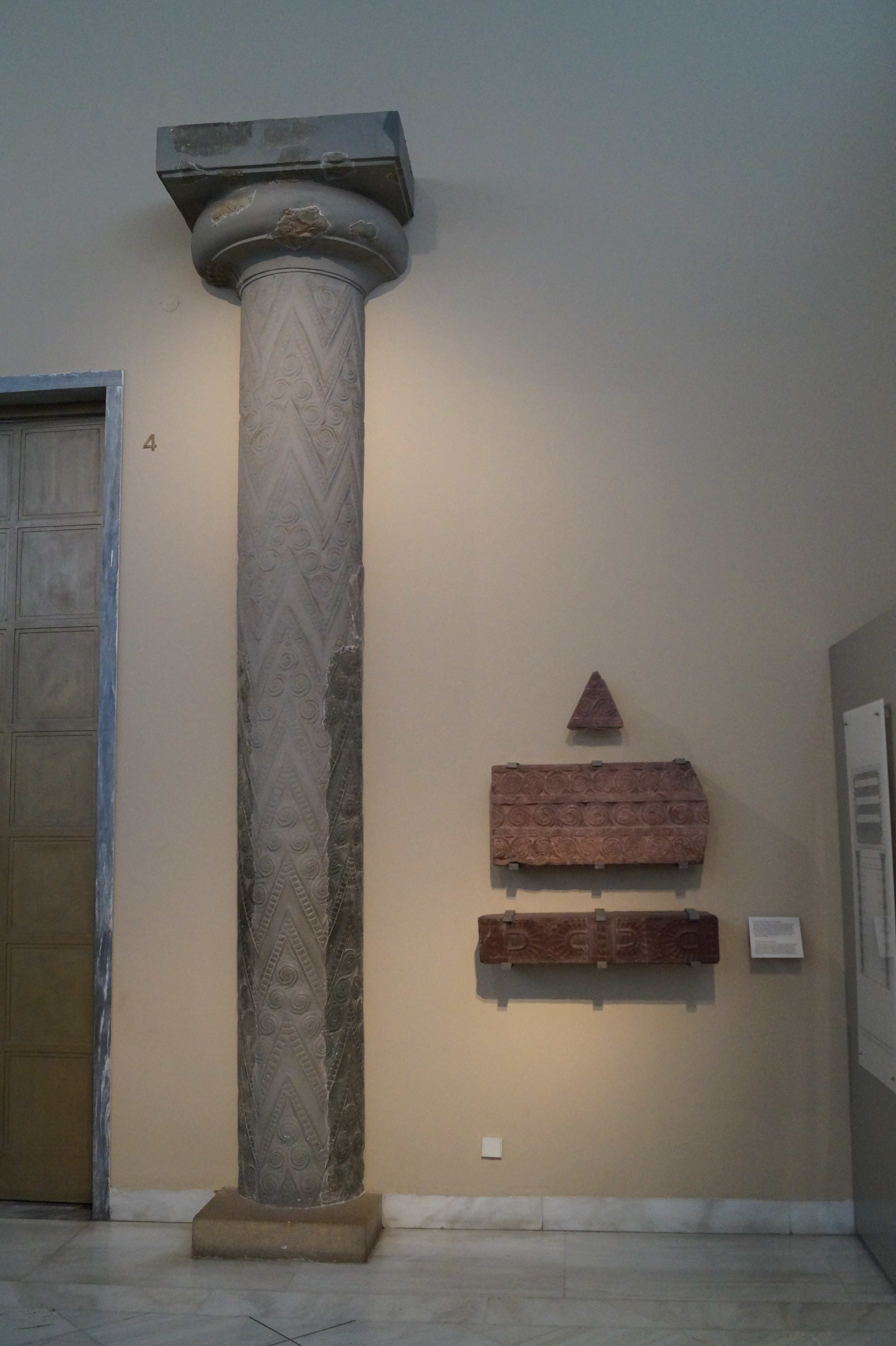
Reconstrucción de un capitel en el Museo Arqueológico Nacional de Atenas